# 伏尔加格勒街垒工厂
伏尔加格勒街垒工厂（英語：Barrikady Production Association）是俄罗斯最重要的战略弹道导弹发射器生产工厂。目前与同样位于伏尔加格勒市的泰坦中央设计局（英語：Titan Design Bureau）合并为“泰坦-街垒股份公司”。是俄罗斯最主要的战略弹道导弹研发机构莫斯科热工技术研究所的下属子公司。

## 历史
1914年建立察里津武器工厂。十月革命后更名为街垒工厂。生产重型机器、大型铸钢与锻件。下属的“街垒钻孔设备工厂”（Barrikady Drilling Equipment Plant）与乌拉尔重型机器制造厂是苏联最大的两家石油钻机生产厂。1942年斯大林格勒会战时是惨烈的巷战战场，完全成为废墟，1944年恢复生产。二战后，转为生产重型弹道导弹发射器。工厂设计局1990年独立为泰坦中央设计局
2017年，美国政府以违反《中导条约》为由，把泰坦中央设计局列入了美国的《出口管理条例》制裁实体名单，名单内公司的出口将受到审查，并且将对这些公司实行推定拒绝政策。